# Uno scrittore al fronte
Uno scrittore al fronte è un film documentario del 2010 diretto da Claudio Costa che narra, attraverso una intervista allo scrittore Eugenio Corti Tenente di Artiglieria nell'ARMIR durante la seconda guerra mondiale e successivamente inquadrato nel CIL nella guerra di liberazione, la guerra in Russia e in Italia.
Eugenio Corti è testimone della ritirata di Russia e di come venne gestita la guerra dagli alti comandi italiani sia prima che dopo l'8 settembre.

## Ideazione del progetto
L'idea di realizzare un documentario su Eugenio Corti fu suggerita a Claudio Costa da Claudio G. Fava, noto critico cinematografico attivo per trent'anni in RAI. Costa conosceva G. Fava attraverso lo sceneggiatore Luciano Vincenzoni. Il documentario sarebbe entrato a far parte di una serie sui veterani italiani che Costa da poco tempo stava realizzando. Grazie a Claudio G. Fava, Costa poté entrare in contatto con l'editore Cesare Cavalleri e contattare Eugenio Corti, che accettò di fare una lunga intervista incentrata sulla sua esperienza bellica.

## Struttura del documentario
L'intervista di Corti abbraccia un lasso di tempo che va da prima dello scoppio della guerra fino all'immediato dopo guerra. 
Corti rammenta gli anni in cui la Brianza era prevalentemente cattolica tanto che nelle ultime elezioni democratiche dopo il 1922 i fascisti nella zona subirono una grande sconfitta.
Corti narra anche la sua esperienza diretta con i Nazisti e i comunisti in Polonia e in Russia.
Nella seconda parte del documentario Corti analizza la guerra di liberazione e spiega la sua interpretazione sulla reazione ai bandi di arruolamento obbligatori nel territorio della RSI. Infine esprime un giudizio sulla guerra partigiana e sui reparti del CIL.

## Edizioni
L'intervista venne realizzata nella primavera del 2010. Il primo DVD fu distribuito nel 2010 ed aveva una durata di 50 minuti. Nel maggio del 2020 è stata distribuita una nuova edizione in DVD con l'intervista integrale di Corti della durata di 69 minuti e con nuovi contenuti extra.